# Crotalaria burkeana
Crotalaria burkeana är en ärtväxtart som beskrevs av George Bentham. Crotalaria burkeana ingår i släktet sunnhampor, och familjen ärtväxter. Inga underarter finns listade i Catalogue of Life.